# Manuel Ibarra
Manuel Francisco Ibarra Valdez (Graneros, 18 de novembro de 1977) é um futebolista profissional chileno, atua como meia, medalhista olímpico de bronze.

## Carreira
Manuel Ibarra conquistou a a medalha de bronze em Barcelona 1992.